# 숀 킹스턴
숀 킹스턴(Sean Kingston, 1990년 2월 3일~ )은 미국의 가수이다. 자메이카 출신이며, 미국 마이애미로 이민을 가서 정착했다. 대중에게 주로 레게풍의 음악을 선보이고 있다. 8살때부터 작곡을 시작했다고 한다.
대표곡으로는 'Beautiful Girls' 등이 있다. 2007년에 '틴 초이스 어워드 최우수 R&B 트랙'을 수상했다. '서울 소울 페스티벌 2010' 행사 때, 한국을 방문하기도 했다.